# تغییرات اقلیمی در افغانستان

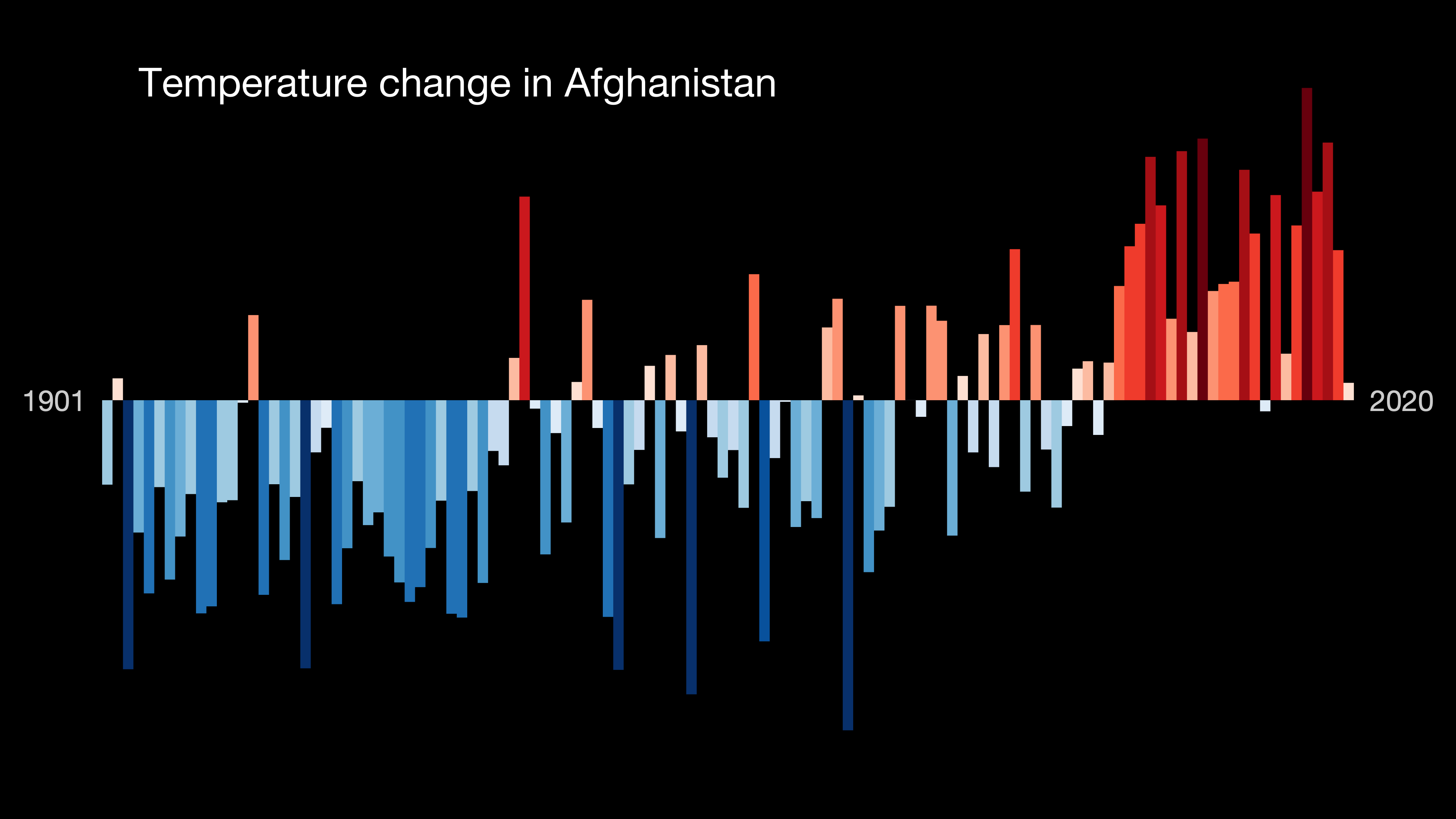
نمودار تغییرات دما در افغانستان بین سالهای ۱۹۰۱ تا ۲۰۱۲۱م

در افغانستان، تغییرات اقلیمی از سال ۱۹۵۰ تاکنون موجب افزایش دما به اندازهٔ ۱٫۸ درجهٔ سانتی‌گراد شده است. این تغییر، پیامدهای گسترده‌ای برای کشور به همراه داشته که از برهم‌کنش چندلایهٔ بلایای طبیعی (ناشی از تغییر در نظام اقلیمی)، درگیری‌های مسلحانه، وابستگی شدید به کشاورزی و دشواری‌های جدی اقتصادی–اجتماعی ناشی می‌شود.
به‌دلیل ترکیبی از عوامل سیاسی، جغرافیایی و اجتماعی، افغانستان یکی از آسیب‌پذیرترین کشورها در برابر اثرات تغییرات اقلیمی به شمار می‌رود. این کشور از نظر آمادگی برای مدیریت پیامدهای تغییر اقلیم در رتبهٔ هفتم از پایین قرار دارد.
در کنار زمین‌لرزه‌های گهگاه، بلایای مرتبط با اقلیم همچون سیلاب‌ها، سیلاب‌های ناگهانی، بهمن‌ها و بارش‌های سنگین برف، به‌طور میانگین هر سال بیش از ۲۰۰ هزار نفر را تحت‌تأثیر قرار می‌دهند و موجب تلفات گستردهٔ جانی، از دست رفتن معیشت و خسارت‌های سنگین مالی می‌شوند. این عوامل درهم‌تنیده—به‌ویژه درگیری‌های طولانی‌مدت که توانایی جامعه و دولت را برای مقابله، سازگاری و برنامه‌ریزی در برابر تغییر اقلیم تضعیف می‌کند—غالباً خطرات و تهدیدهای اقلیمی را به فاجعه بدل می‌سازند.
هرچند افغانستان سهم بسیار اندکی در گرمایش جهانی از نظر انتشار گازهای گلخانه‌ای دارد، خشکسالی‌های ناشی از تغییرات اقلیمی این کشور را به‌شدت متأثر کرده و همچنان در آینده نیز تحت‌تأثیر قرار خواهد داد.

## انتشار گازهای گلخانه‌ای
افغانستان از جمله کشورهایی است که کمترین میزان انتشار گازهای گلخانه‌ای در جهان را دارد. در سال ۲۰۲۳ برآورد شده است که افغانستان حدود ۱۱ میلیون تُن دی‌اکسیدکربن یا ۴۴ میلیون تُن گازهای گلخانه‌ای منتشر کرده است؛ رقمی که به‌طور تقریبی معادل یک تُن به ازای هر نفر می‌شود. برای مقایسهٔ تقریبی با سایر کشورها: در هند سرانهٔ انتشار بیش از دو تُن، در چین و آلمان حدود ۱۰ تُن، و در ایالات متحده و روسیه حدود ۲۰ تُن به ازای هر نفر بوده است.
بخش عمدهٔ انرژی افغانستان از کشورهای همسایه وارد می‌شود. از میزان انرژی‌ای که در داخل مرزهای افغانستان تولید می‌گردد، بیشتر آن از نیروگاه‌های برق‌آبی تأمین می‌شود و پس از آن سوخت‌های فسیلی و انرژی خورشیدی در رتبه‌های بعدی قرار دارند.

## تأثیرات
بانک جهانی پیش‌بینی کرده است که افغانستان شاهد گرمایشی بیش از میانگین جهانی خواهد بود، به‌طوری که افزایش دماهای بیشینه و کمینه، بیش از افزایش دمای متوسط خواهد بود.
مسئولان افغان در نوامبر ۲۰۲۲ اعلام کردند که تغییرات اقلیمی در همان سال موجب زیان بیش از دو میلیارد دلار آمریکا شده است.

### خشکسالی
از سال ۱۹۵۰ تاکنون، دماها در افغانستان به میزان ۱٫۸ درجهٔ سانتی‌گراد افزایش یافته است. این موضوع باعث خشکسالی‌های گسترده‌ای شده که انتظار می‌رود در آینده بدتر شوند.شرایط شدید خشکسالی ۲۵ استان از ۳۴ استان کشور را تحت‌تأثیر قرار داده و بیش از نیمی از جمعیت را متاثر ساخته است.
در چهار دههٔ گذشته، بیابان‌زایی بیش از ۷۵٪ از زمین‌های مناطق شمالی، غربی و جنوبی کشور را تحت‌تأثیر قرار داده است. این امر منجر به کاهش پوشش گیاهی برای چرای دام، تشدید تخریب زمین و تأثیر منفی بر کشاورزی در جوامعی مانند روستای حکیم‌آباد در ولایت لغمان شده است.
به‌دلیل افزایش خشکسالی‌ها و پیش‌بینی گرمایش تمامی مناطق کشور بین ۲٫۰ تا ۶٫۲ درجهٔ سانتی‌گراد تا سال ۲۰۹۰ بسته به سناریو، افغانستان با تشدید بیابان‌زایی و تخریب زمین مواجه خواهد شد.
بیشتر جمعیت کشور با ناامنی غذایی دست‌وپنجه نرم می‌کنند و انتظار می‌رود این وضعیت بدتر شود. افزایش خشکسالی‌ها می‌تواند به رونق تولید تریاک در افغانستان منجر شود، زیرا خشخاش مقاوم به خشکی است.
خشکسالی‌های سال‌های ۲۰۱۷ و ۲۰۱۸ باعث جابه‌جایی داخلی گسترده‌ای در کشور شد. سازمان ActionAid اعلام کرده است که تا سال ۲۰۵۰ حدود ۵ میلیون نفر دیگر ممکن است به دلیل تغییرات اقلیمی در داخل افغانستان آواره شوند.

### سیل
علاوه بر خشکسالی‌ها، بارش‌های شدید و کوتاه‌مدت نیز به دلیل تغییرات اقلیمی افزایش خواهد یافت و ریسک سیلاب‌ها و رانش زمین را بالا می‌برد. در اوت ۲۰۲۲، مقامات وزارت دولت مدیریت بلایای طبیعی اعلام کردند که سیلاب‌های ناگهانی در سراسر افغانستان طی سال گذشته منجر به کشته شدن ۵۱۱ نفر و زخمی شدن بیش از ۳۷۰۰ نفر شده است. این سیلاب‌ها همچنین بیش از ۲۳٬۰۰۰ خانه و ۶۶٬۷۰۰ جریب زمین کشاورزی را تخریب کرده و نزدیک به ۸٬۰۰۰ رأس دام را نیز تلف کرده‌اند.
حوضهٔ رودخانهٔ کندز از دههٔ ۱۹۶۰ کاهش ۳۰٪ در میزان بارش را تجربه کرده است که این کاهش با ذوب یخچال‌های طبیعی جبران می‌شود. تقریباً ۱۴٪ از پوشش یخچالی افغانستان بین سال‌های ۱۹۹۰ تا ۲۰۱۵ از دست رفته است. پیش‌بینی می‌شود تا سال ۲۱۰۰، منطقهٔ هندوکش-هیمالیا حدود ۶۰٪ از یخچال‌های خود را از دست بدهد. در برخی مناطق، تعداد یخچال‌ها و دریاچه‌های یخچالی افزایش یافته است که احتمالاً ناشی از شکسته شدن یخچال‌های بزرگ‌تر در اثر ذوب است. مناطق کوهستانی مانند سرمنشأ رود آمودریا در معرض خطر شدید سیلاب‌های ناشی از دریاچه‌های یخچالی قرار دارند. یک سیلاب ناشی از دریاچهٔ یخچالی در درهٔ پنجشیر، در ۱۲ ژوئیهٔ ۲۰۱۸ باعث وقوع سیلاب ناگهانی شد که منجر به کشته شدن ده نفر گردید.

## کاهش و سازگاری

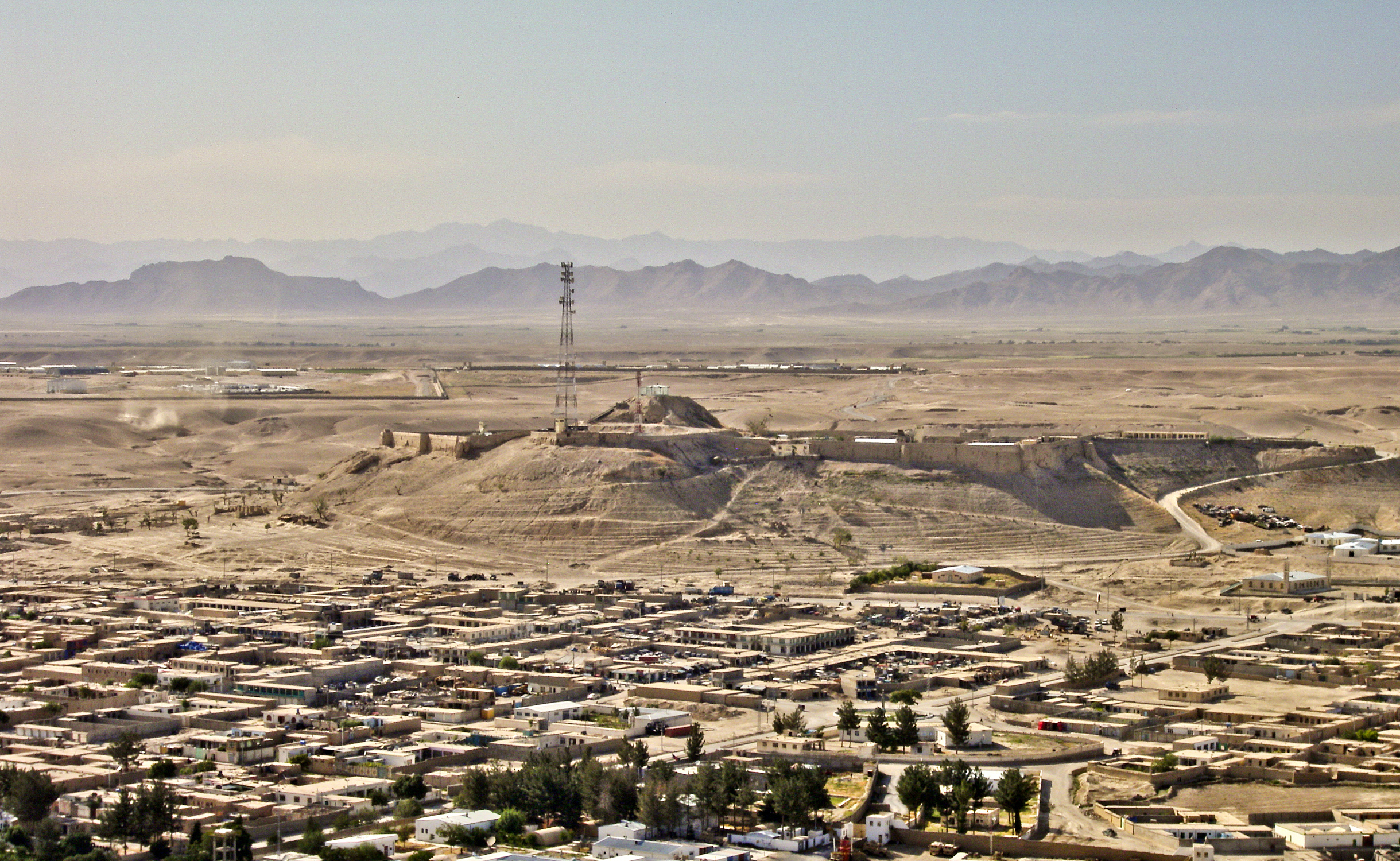
قلات، ولایت زابل در سال ۲۰۱۰

از آنجا که افغانستان یکی از کشورهایی با انتشار کم گازهای گلخانه‌ای است اما به‌شدت در معرض پیامدهای تغییرات اقلیمی قرار دارد، سازگاری و تطبیق فوری ضروری است.
در سال ۲۰۱۶، افغانستان اولین برنامهٔ سهمیهٔ ملی خود (Nationally Determined Contribution – NDC) را تحت توافق‌نامهٔ پاریس ارائه داد و متعهد شد که «تا سال ۲۰۳۰ میزان انتشار گازهای گلخانه‌ای را ۱۳٫۶٪ کاهش دهد… مشروط بر حمایت خارجی.» کشاورزی، سلامت و مدیریت ریسک بلایا محورهای کلیدی این برنامه هستند و در عین حال کمبود منابع مالی کشور برای مقابله با تغییرات اقلیمی نیز مورد تأکید قرار گرفت. در این برنامه ذکر شد که تا سال ۲۰۳۰ حداقل ۲٫۵ میلیارد دلار برای مدیریت حوزه‌های آبخیز و ۴٫۵ میلیارد دلار برای بازسازی سیستم‌های آبیاری مورد نیاز است.
تا سال ۲۰۲۱، بانک توسعهٔ آسیا (ADB) بیش از ۹۰۰ میلیون دلار برای پروژه‌های زیرساختی در زمینهٔ آبیاری و کشاورزی متعهد شده است، با هدف کمک به امنیت غذایی، توسعهٔ کسب‌وکارهای کشاورزی و بهبود مدیریت منابع آب از طریق رویکرد مقاومت در برابر تغییرات اقلیمی.

### همکاری بین‌المللی
مقامات طالبان از دست رفتن صدها میلیون دلار کمک مالی برای پروژه‌های محیط‌زیستی از اوت ۲۰۲۱ ابراز تأسف کرده‌اند، از کنار گذاشته شدن افغانستان از اجلاس COP27 اعتراض کردند و درخواست کمک بین‌المللی برای مقابله با تغییرات اقلیمی داشته‌اند. یک هیئت از افغانستان برای حضور در COP29 دعوت شد، اما نه به‌عنوان یکی از طرف‌های مذاکره.
طالبان معتقدند که بحران اقلیمی یک مسئلهٔ سیاسی نیست. تا سال ۲۰۲۴، به‌طور کلی دولت طالبان باور دارد که تغییرات اقلیمی واقعی است، قدرت‌های خارجی مسئول آن هستند و مقابله با آن وظیفهٔ دینی است. سیاست محیط‌زیستی طالبان عمدتاً با مذهب مرتبط است. برخی از آن‌ها می‌ترسند که تغییرات اقلیمی، در بهترین حالت، مجازات الهی و در بدترین حالت، نشانهٔ قیامت باشد. دولت از ائمهٔ سراسر افغانستان خواسته است تا در خطبه‌ها بر حفاظت از محیط‌زیست تأکید کنند.
طالبان یک کنفرانس بین‌المللی تغییرات اقلیمی در جلال‌آباد برگزار کرد، اما تعداد کمی از مهمانان خارجی حضور یافتند، زیرا افغانستان به‌دلیل سیاست‌هایی مانند محدودیت آموزش زنان همچنان در انزوا قرار دارد. این انزوا موجب کاهش بودجهٔ اقلیمی کشور شده است، هرچند سازمان ملل هنوز برخی پروژه‌ها را تأمین مالی می‌کند. بنابراین، دولت عمدتاً به‌صورت مستقل با تغییرات اقلیمی مقابله می‌کند و در عین حال، تأثیرات آن و کندی کمک‌های مالی را به خارجی‌ها نسبت می‌دهد. تلاش‌های اطلاع‌رسانی عمومی شامل آموزش کشاورزان دربارهٔ اقداماتی مانند حفظ پوشش طبیعی چمن‌ها برای جذب باران و عدم جابه‌جایی سنگ‌هایی که به‌عنوان مانع طبیعی در برابر سیلاب عمل می‌کنند، می‌شود.